# Your Heart Belongs to Me
Your Heart Belongs to Me är en låt framförd av Hind Laroussi. Den är skriven av Hind Laroussi Tahiri, Tjeerd van Zanen och Bas van den Heuvel.
Låten var Nederländernas bidrag i Eurovision Song Contest 2008 i Belgrad i Serbien. I semifinalen den 20 maj slutade den på trettonde plats med 27 poäng vilket inte var tillräckligt för att gå vidare till finalen.